# Überfall (Album)
Überfall ist das zweite Studioalbum der Stuttgarter Rapgruppe Massive Töne. Es erschien am 19. April 1999 über das Label EastWest.

## Produktion
Die Massiven Töne fungierten bei dem Album als Ausführende Produzenten und produzierten auch 13 Lieder selbst, wobei sie bei einem Song von Tommy Wittinger unterstützt wurden. Zwei Instrumentals stammen von dem Musikproduzent DJ Emilo und je ein Stück wurde von DJ Thomilla, Akhenaton sowie DJ P.F. Cuttin produziert.

## Covergestaltung
Das Albumcover zeigt im oberen Teil die vier Gesichter der Bandmitglieder Schowi, Ju, DJ 5ter Ton und Wasi in Schwarz-weiß. Im unteren Teil befinden sich die weißen Schriftzüge Massive Töne und Überfall. Der Hintergrund ist komplett in Schwarz gehalten.

## Gastbeiträge
Auf sechs Liedern des Albums sind neben den Massiven Tönen weitere Künstler zu hören. So arbeiten sie bei den Songs Rapgame und Center of Attention mit den US-amerikanischen Rapgruppen Blahzay Blahzay bzw. Arsonists zusammen. Der Titel Zeit ist eine Kollaboration mit der französischen Hip-Hop-Gruppe IAM, während der deutsche Rapper Afrob auf Paff Paff Putos vertreten ist. Außerdem hat der deutsche Rapper Max Herre einen Gastauftritt beim Track Bleib in Bewegung und auf Notify the President sind die Celestial Souljahz zu hören.

## Titelliste
| #  | Titel                                 | Gastbeiträge       | Produzent                        | Länge |
| -- | ------------------------------------- | ------------------ | -------------------------------- | ----- |
| 1  | Überfall (Intro)                      |                    | Massive Töne                     | 2:17  |
| 2  | Unterschied                           |                    | Massive Töne                     | 5:11  |
| 3  | P.F. & Outloud (Skit)                 |                    | Massive Töne                     | 0:39  |
| 4  | Rapgame (U.N.)                        | Blahzay Blahzay    | DJ P.F. Cuttin                   | 5:02  |
| 5  | Radio (Interlude)                     |                    | Massive Töne                     | 1:07  |
| 6  | Hände hoch                            |                    | Massive Töne                     | 3:31  |
| 7  | Nie ohne sie                          |                    | Massive Töne                     | 3:31  |
| 8  | Kids (Skit)                           |                    | Massive Töne                     | 0:13  |
| 9  | Center of Attention                   | Arsonists          | Massive Töne                     | 3:55  |
| 10 | Chartbreaker (Einmal Star und zurück) |                    | DJ Thomilla                      | 3:49  |
| 11 | Zeit                                  | IAM                | Akhenaton                        | 5:50  |
| 12 | Benz Bouncer (Interlude)              |                    | Massive Töne                     | 1:02  |
| 13 | Paff Paff Putos                       | Afrob              | DJ Emilo                         | 4:01  |
| 14 | Die Geister scheiden sich             |                    | Massive Töne und Tommy Wittinger | 3:48  |
| 15 | Nachtaktion (Interlude)               |                    | Massive Töne                     | 1:11  |
| 16 | Bleib in Bewegung                     | Max Herre          | DJ Emilo                         | 4:37  |
| 17 | Notify the President                  | Celestial Souljahz | Massive Töne                     | 5:09  |
| 18 | Testlauf (Outro)                      |                    | Massive Töne                     | 0:21  |

## Chartplatzierungen und Singles
Überfall stieg am 3. Mai 1999 auf Platz 6 in die deutschen Charts ein und belegte in den folgenden Wochen die Ränge 13, 11 und 20. Insgesamt konnte sich das Album 21 Wochen in den Top 100 halten. Auch in Österreich (Platz 47, 2 Wo.) erreichte der Tonträger die Charts.
Als Singles wurden die Lieder Unterschied, Chartbreaker (Einmal Star und zurück) (DE Platz 39, 9 Wo.), Rapgame und Nie ohne sie (DE Platz 98, 1 Wo.) ausgekoppelt.

## Rezeption
| Professionelle Bewertungen | Professionelle Bewertungen |
| -------------------------- | -------------------------- |
| Kritiken                   |                            |
| Quelle                     | Bewertung                  |
| laut.de                    | [ 4 ]                      |

Die Internetseite laut.de bewertete das Album mit fünf von möglichen fünf Punkten:

„„Hände hoch! Das ist ein Überfall!“ von Massiven Tönen aus der Stuttgarter Kolchose. Kein bedrohlicher 'Überfall', sondern das dritte Album der Rapper mit zweideutigem Titel. Kein Gangstarap mit Waffen, sondern einer mit Worten auf einem Konzert. […] „Nicht nur Komplimente, bei uns stimmt das Ambiente, die Mischung, die Getränke.“ Das ist kein Eigenlob, sondern eine Tatsache. Es passt einfach alles, die Instrumentals, Reime und die Gäste.“